# La Bête Norka

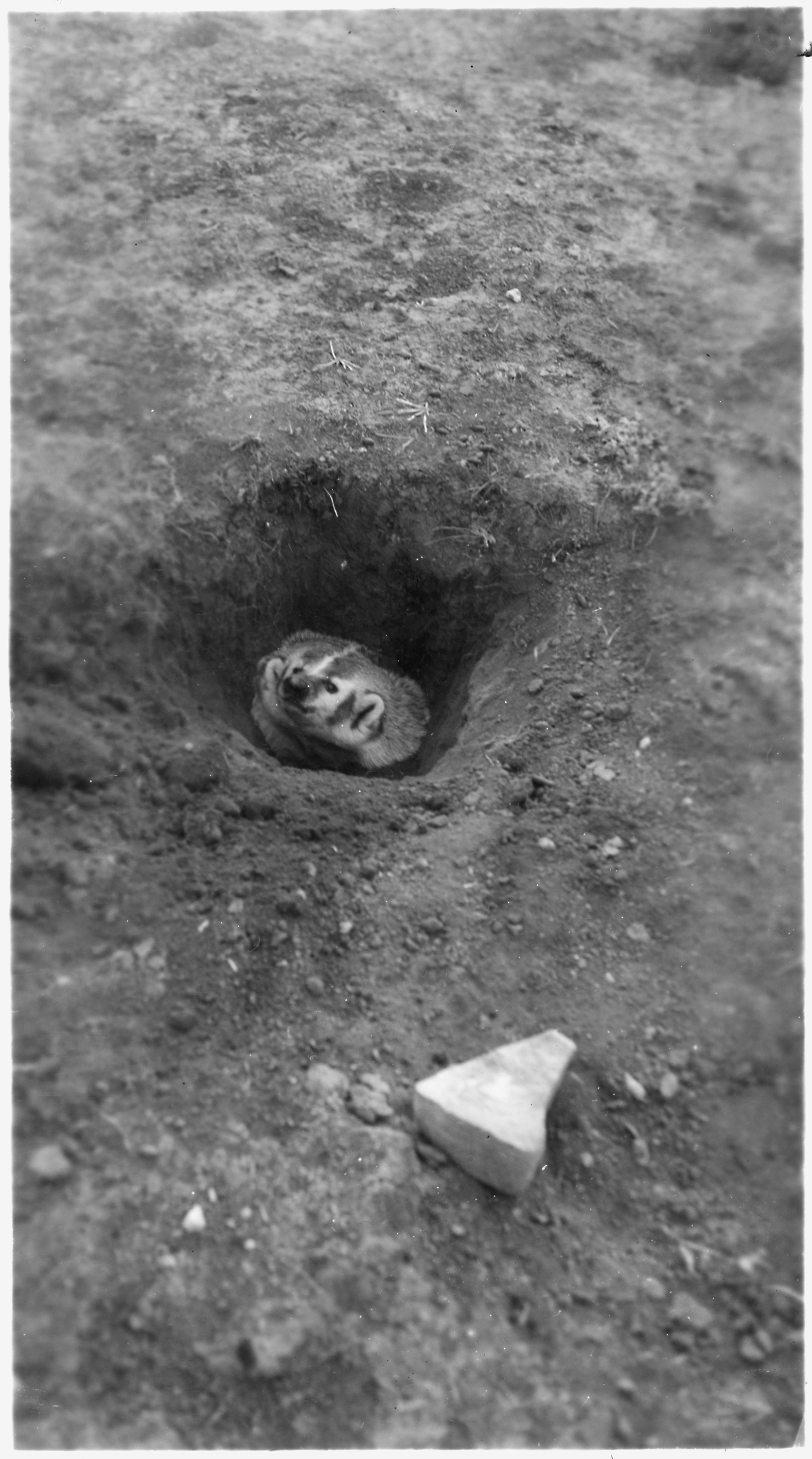
Un blaireau dans son terrier

La Bête Norka (en russe : Норка-зверь,  c'est-à-dire La Bête au trou) est un conte traditionnel slave oriental, recueilli en Ukraine en biélorusse.

## L'intrigue du conte
Un tsar et une tsarine ont trois fils, les deux premiers sensés et le troisième simple d'esprit. Une « grande bête » dévore chaque nuit les animaux de la réserve de chasse du tsar. Les deux premiers fils, partis l'un après l'autre à sa recherche, s'attardent à faire la fête dans une auberge et reviennent bredouilles. Le plus jeune fils affronte la bête Norka en pleine nuit et la blesse à plusieurs reprises. Finalement la bête disparaît dans un trou dissimulé par une grande pierre blanche, mettant le tsarévitch au défi de la poursuivre dans l'autre monde.
De retour chez son père, le tsarévitch lui raconte son aventure et demande une courroie de cuir assez longue pour descendre dans le trou, dans lequel il s'engage en recommandant à ses frères de le remonter lorsque la courroie s'agitera. Arrivé dans le monde souterrain, Ivan chemine longtemps et finit par rencontrer un cheval harnaché qui l'attendait et qu'il enfourche. Il parvient ainsi à un palais de cuivre où il rencontre une belle princesse, qui l'informe que la bête Norka est son frère et qu'il se trouve dans le palais d'argent, où vit sa sœur. Ayant repris des forces, le tsarévitch se rend au palais d'argent, où la seconde princesse l'envoie chez la troisième sœur, au palais d'or. Celle-ci lui fait boire de l'eau de force et lui donne un glaive. Le tsarévitch découvre Norka en train de ronfler sur un rocher, au milieu de l'onde bleue, et lui tranche la tête d'un coup d'épée. Les trois sœurs lui font fête, et, étant magiciennes, lui enseignent à enrouler chaque palais dans un œuf qu'il emportera avec lui. Il retourne jusqu'au trou en compagnie des princesses, les fait remonter par ses frères, mais ceux-ci, à la vue de la beauté des jeunes femmes, abandonnent leur frère au fond. Après s'être lamenté, ce dernier repart droit devant lui.

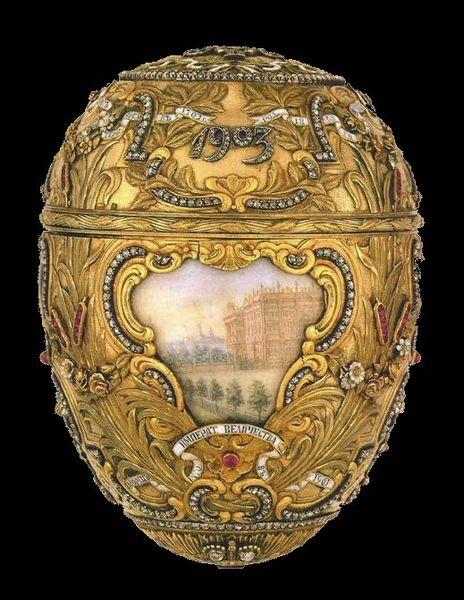
Un palais dans un œuf
(Œuf de Fabergé dit « de Pierre le Grand »)

Une violente tempête éclate. Sur la branche d'un arbre sous lequel il s'était abrité, le tsarévitch découvre dans un nid des oisillons qu'il abrite de son manteau. Survient une oiselle « si grande qu'elle cache la lumière du jour », qui, pour le remercier d'avoir protégé ses petits, accepte de le ramener dans l'autre monde.
Revenu dans le monde des vivants, le tsarévitch se fait embaucher comme apprenti par un tailleur, qui lui raconte que ses deux frères ont ramené de l'autre monde des princesses qu'ils veulent épouser, mais que celles-ci, pour retarder ce moment, exigent qu'on leur couse d'abord des robes pareilles à celles qu'elles portaient dans leurs palais, mais sans prendre leurs mesures. Le tsarévitch annonce qu'il s'acquittera de la tâche, déroule les palais qui étaient enroulés dans les œufs, et en tire les robes demandées, qu'il fait porter au tsar par le tailleur. Il remplit de même d'autres exigences vestimentaires des princesses, dont les deux premières se voient finalement contraintes d'épouser les frères. Au dernier moment, la plus jeune, qui était sortie sous prétexte de faire la charité aux pauvres, croise le tsarévitch et reconnaît à son doigt un anneau qu'elle lui avait donné dans l'autre monde, ainsi que l'anneau de ses sœurs. Elle présente alors le tsarévitch au tsar en déclarant que c'est lui qui les a ramenées, elle et ses sœurs, et que les deux frères leur avaient interdit de parler de lui. Furieux, le tsar punit les imposteurs, et trois mariages sont célébrés.

## Référencement
Le conte porte le numéro 73 dans l'édition de 1873 des Contes populaires russes d'Afanassiev, et 132 dans l'édition russe de 1958. Il est rattaché au conte-type AT 301 (« Les Trois Princesses enlevées ») dans la classification Aarne-Thompson, l'introduction se rapprochant des contes AT 550 (L'Oiseau de feu) et AT 530 (Sivko-Bourko). La bête Norka y joue le rôle tenu dans d'autres variantes par le dragon ou par un vieillard nain du monde souterrain.
Noté dans la province de Tchernihiv par l'instituteur N. Matrossovy, il est rédigé dans un dialecte intermédiaire entre le russe et le biélorusse.
On retrouve le conte sous le titre The Norka dans l'anthologie The Red Fairy Book d'Andrew Lang (version en anglais de William Shedden Ralston, 1828-1889).